# La Bouillie
La Bouillie é uma comuna francesa na região administrativa da Bretanha, no departamento Côtes-d'Armor. Estende-se por uma área de 10,94 km². Em 2010 a comuna tinha 880 habitantes (densidade: 80,4 hab./km²).